# Acacia acrionastes
Acacia acrionastes es una planta leguminosa del género Acacia, familia Fabaceae.

## Descripción
Es un arbusto o árbol delgado que alcanza un tamaño de 1.5-8 m de altura, de corteza lisa, ramitas ± cilíndricas, en ángulo en los extremos, glabras. Filodios lineales, rectos o ligeramente curvos, de 6-17 cm de largo, 2-4 mm de ancho, glabros, nervio central con venas laterales distintas, oscuro o claro, pulvinos de 1 mm de largo.
Las inflorescencias con 10-16 flores en un racimo axilar; eje 2-4.5 cm de largo, pedúnculos 4-5 mm de largo, glabros; cabeza globosa, 12-16-flores, diámetro de 5-7 mm, de color amarillo cremoso..
Las vainas rectas o ligeramente curvas, planas, ligeramente elevada sobre las semillas, apenas a un poco más irregular y con frecuencia profundamente constreñida entre las semillas, 3-13 cm de largo, 8-10 mm de ancho, finamente curtida, glabros; semillas longitudinal; funículo engrosado en un claviforme arilo.

## Distribución y hábitat
Se encuentra en  la presa de Pindari, raro en Nueva Gales del Sur, más común en Queensland. Crece en el bosque esclerófilo seco, en arcilla sobre sustrato volcánico.

## Taxonomía
Acacia acrionastes fue descrita por Leslie Pedley y publicado en Austrobaileya 3: 297. 1990.
Etimología
Ver: Acacia: Etimología